# Пирожок
Пирожо́к (уменьш. от пирог) — небольшое хлебобулочное изделие из дрожжевого, пресного или слоёного теста с начинкой внутри, которое выпекают в печи или жарят во фритюре. Форма печёных пирожков «лодочкой» (удлинённо-приплюснутая с заострёнными концами) или овальная, жареных пирожков — овально-приплюснутая или «полумесяцем».
Масса начинки должна составлять 20—25 % от общего веса пирожка с капустой, творогом и жареного пирожка с повидлом, и 25—35 % для пирожков с другими видами начинок. Масса пирожка до 100 грамм.
«Пирожками» неправильно называть другие похожие изделия, имеющие собственные названия, например, расстегаи, самсу или калитки.